# Piazza dei Frutti

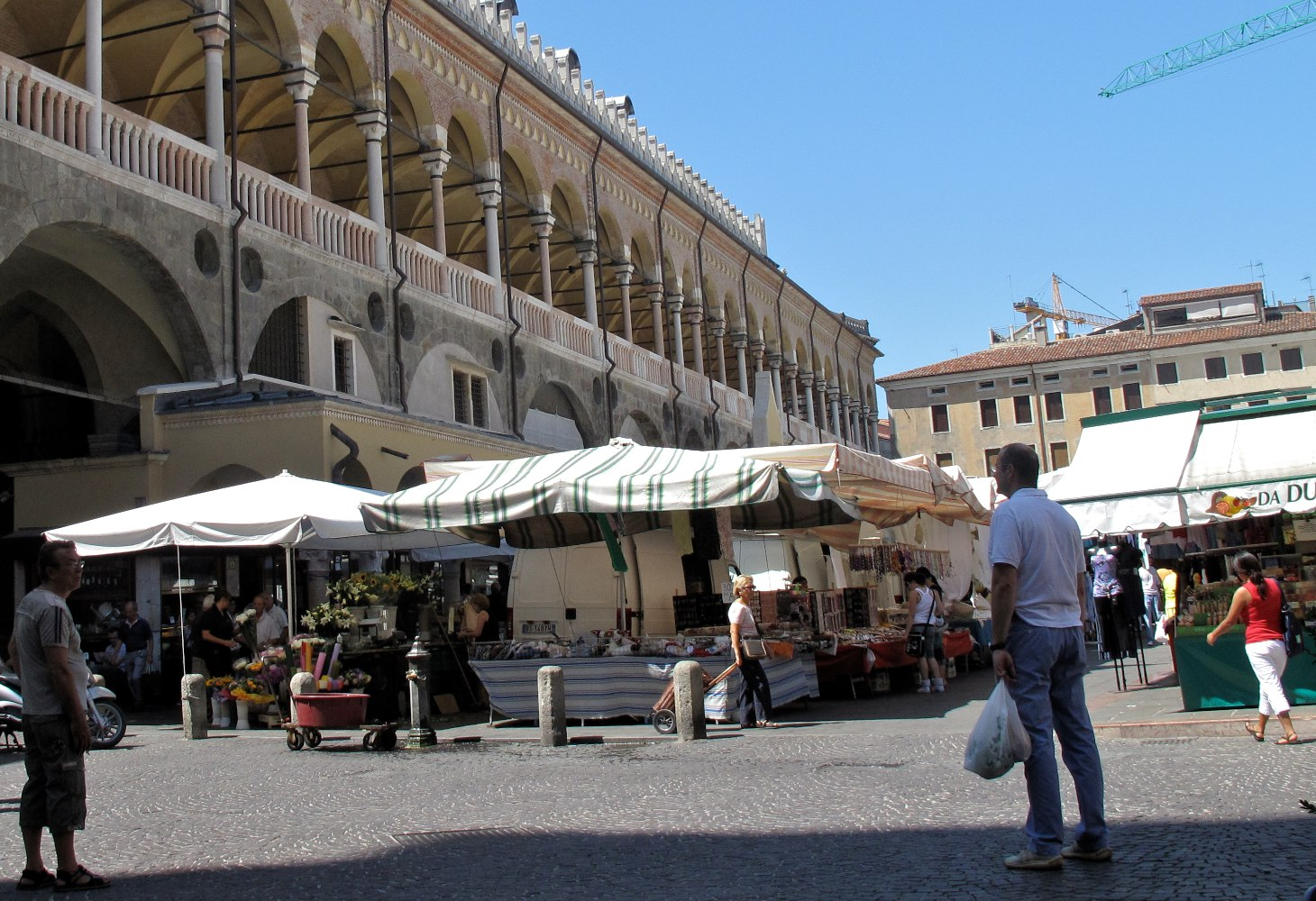
Piazza dei Frutti in Padua

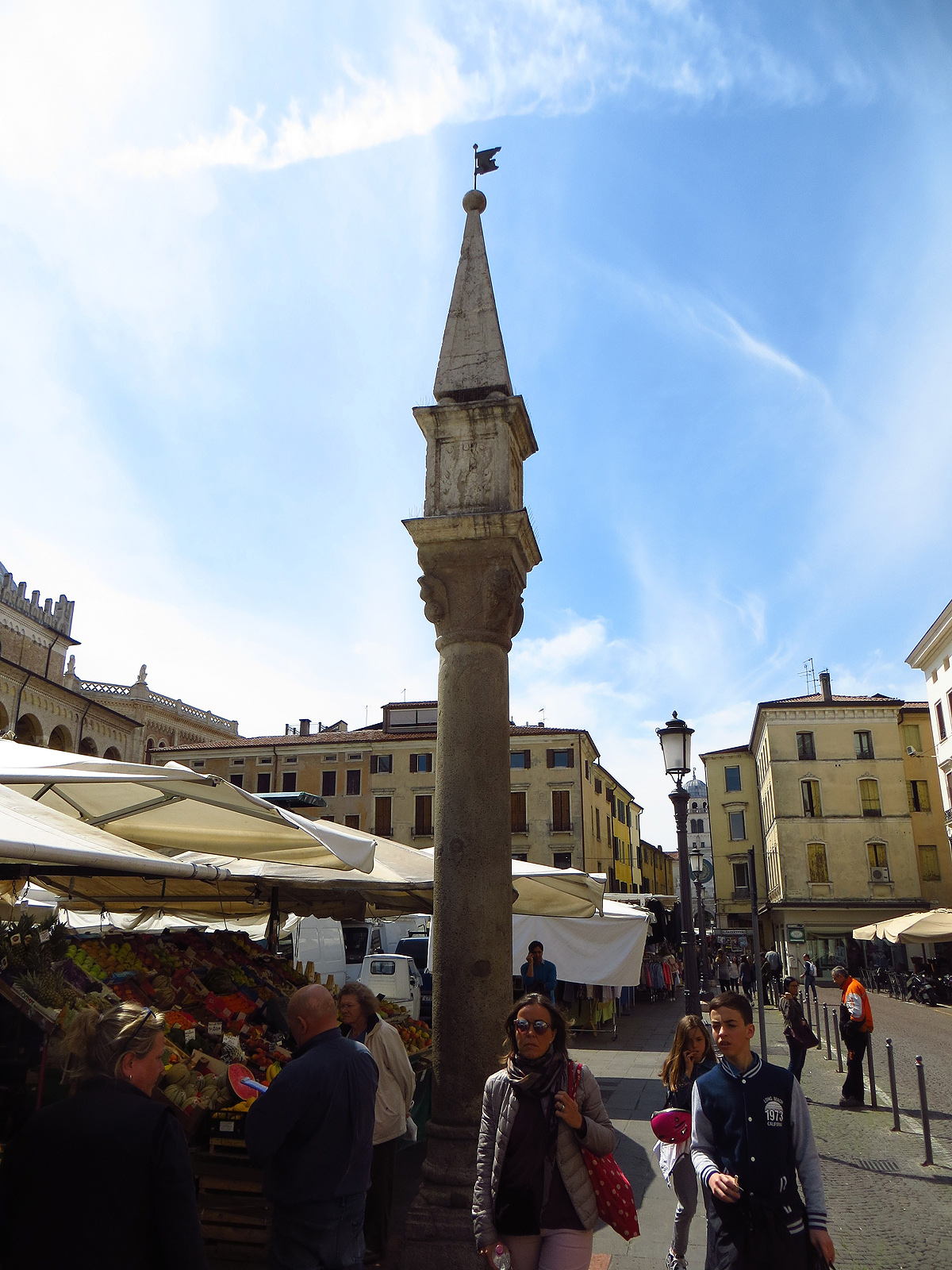
Colonna del Peronio

De Piazza dei Frutti bevindt zich in de stad Padua, in de Noord-Italiaanse regio Veneto. De Piazza dei Frutti strekt zich uit aan de noordkant van het Palazzo della Ragione in het stadscentrum. 

## Naam
- Piazza del Peronio, ofwel Laarzenmarkt of Klompenmarkt. Dit was de oorspronkelijke naam. In het Latijn betekent perones, of in het enkelvoud pero, laarsje of schoeisel tot halfweg het onderbeen.
- Piazza dei Frutti dat Fruitmarkt betekent. Later in de middeleeuwen werd dit de gebruikelijke naam van het plein. De naam in het Venetiaans is Piasa de ła Fruta.

## Historiek
Bij de aanvang van de middeleeuwen werden op dit plein laarzen en klompen verkocht. Dit gebeurde rond een zuil, genoemd Colonna del Peronio. De Colonna staat er nog steeds. Het is een Romaanse zuil met bovenop een kapiteel in de vorm van een parallellepipedum waaraan op elke hoek een vrucht is afgebeeld. Daarboven staan nog twee stenen: een met het wapenschild van de stad en een in piramidevorm.
Vanaf de 12e eeuw werd het plein bekend om zijn fruitverkopers. De naam werd dan ook Piazza dei Frutti. Traditioneel rolden de fruitverkopers hun kraampjes met houten wielen het plein op en af. Daar kwam later de verkoop bij van andere producten: groenten, vis, gevogelte, eieren, ossenpoten en kruiden. Op zeker moment in de middeleeuwen werden er kostbare vogels zoals valken verkocht.
Eenmaal per jaar vindt op het plein de Festa della Borsa plaats. De naam verwijst naar de beurs (en het paar handschoenen) die de winnaar in ontvangst neemt. Dit jaarlijks evenement wordt op poten gezet door handelaars in tweedehands goederen. Het vindt gewoonlijk plaats op de tweede donderdag van mei.